# ヴァル・ディ・フィエンメ
ヴァル・ディ・フィエンメ（イタリア語: Val di Fiemme）は、イタリア共和国トレンティーノ＝アルト・アディジェ州トレント自治県の北東部に位置する谷・地方。ドロミーティの山岳地帯に含まれる。
ノルディックスキーの国際大会開催場所としても知られている。

## 名称
ヴァル（Val）は英語の valley に相当し、「フィエンメ谷」を意味する。日本語文献では「バルディフィエメ」「バルデフィエメ」「バルディフィメ」などとも表記される。
イタリア語以外では以下の名称を持つ。
- ドイツ語: Fleimstal（フライムスタール）
- 英語: Fiemme Valley（フィーム・ヴァリー）

## 地理
以下の基礎自治体（コムーネ）が含まれる。
- カプリアーナ、ヴァルフロリアーナ、カステッロ＝モリーナ・ディ・フィエンメ、カラーノ、ダイアーノ、ヴァレーナ、カヴァレーゼ、テーゼロ、パンキア、ジアーノ・ディ・フィエンメ、プレダッツォ

## スポーツ

### スキー
ノルディックスキーの国際大会開催場所としても知られている。1991年、2003年、2013年にノルディックスキー世界選手権が開催された。